# Такман, Барбара

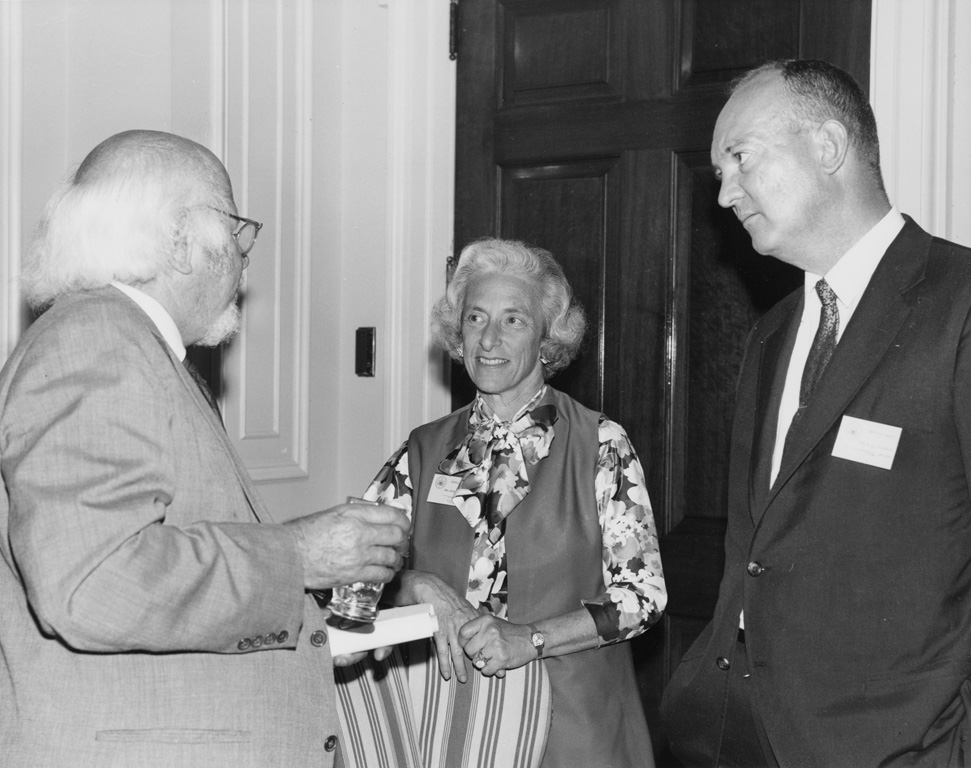
Уильям Ширер (слева), Барбара Такман и Джон Эйзенхауэр

Барбара Вертхайм Такман (англ. Barbara Wertheim Tuchman; 30 января 1912, Нью-Йорк — 6 февраля 1989, Гринуич, Коннектикут) — американская писательница и историк.
Дважды лауреат Пулитцеровской премии за нехудожественное прозаическое произведение — за книги «Августовские пушки» (1963; бестселлер о предпосылках и первом месяце Первой мировой войны) и «Стилуэлл и американский опыт в Китае, 1911—1945» (1972; биография генерала Джозефа Стилуэлла).

## Биография
Дочь банкира Мориса Вертхайма и его первой жены Альмы Моргентау. Внучка посла Вудро Вильсона в Османской империи Генри Моргентау-старшего по матери. Её отец был владельцем журнала «The Nation» (старейший из существующих еженедельников в США, основанный в 1865 году), президент Американского еврейского конгресса, выдающийся коллекционер и основатель Театра «Гильдия».
В молодости Вертхайм увлекалась книгами Люси Фич Перкинсон, Джорджа Альфреда Генте, Джеймса Вольфа и историческими романами Александра Дюма. Она училась в частной школе «Уолден» на Манхэттене. Она получила диплом бакалавра искусств в 1933 году в колледже Рэдклифф (с 1999 года входит в Гарвардский университет) в Кембридже, где изучала историю и литературу.
После выпуска работала в Институте Тихоокеанских исследований в Нью-Йорке, пробыв год в Токио в 1934—1935 и месяц в Китае перед возвращением в США через Транссибирскую магистраль, Москву и Париж. Она также была корреспондентом «The Nation» с фронтов гражданской войны в Испании, посетила Валенсию и Мадрид.
Затем она написала свою первую книгу, «The Lost British Policy: Britain and Spain Since 1700», опубликованную в 1938 году. В годы Второй мировой войны Такман работала в Офисе военной информации. После войны Такман воспитывала детей, собирая базовые исследования для труда, изданного в 1956 году в качестве книги «Bible and Sword: England and Palestine from the Bronze Age to Balfour».
Избиралась как чтец Джефферсонской лекции в 1980 году.
С 1940 года была замужем за Лестером Г. Такманом (1904—1997), врачом, исследователем и профессором медицинских наук. Три дочери, одна из которых — Джессика Мэтьюз.
Барбара Такман умерла от инсульта 6 февраля 1989 в Гринуиче, штат Коннектикут.

## Закон Такман
В предисловии к своей книге 1978 года «Загадка XIV века» Такман описала исторический феномен, названный ею законом Такман:

Бедствия редко бывают настолько всеобъемлющими, как это представляется из их сохранившихся описаний. В описаниях они предстают непрерывными и повсеместными, хотя на самом деле чаще всего бывают спорадическими как во времени, так и в пространстве. Кроме того, живучесть нормального положения вещей обычно выше, чем отклонений от него, как мы хорошо знаем из наблюдений эпохи, в которой живем сами. Составляя представление о нашей эпохе из новостей, можно подумать, что наш мир целиком состоит из забастовок, преступлений, отключений электричества, прорвавшихся труб, застрявших поездов, закрытых школ, грабителей, наркоманов, неонацистов и насильников. Однако мы можем вернуться вечером домой — в удачный день — встретившись не более чем с одним-двумя из этих явлений. Это сподвигло меня сформулировать закон Такман, звучащий следующим образом: «Факт описания умножает видимые масштабы любого прискорбного явления в 5-10 раз» (или в любой степени по выбору читателя).

## Книги
- Барбара Такман. Первый блицкриг. Август 1914 = The Guns of August. — М.: АСТ, 1999. — 640 с. — 5000 экз. — ISBN 5-7921-0245-7.
- Такман Б. Загадка XIV века = A Distant Mirror: The Calamitous 14th Century, Alfred A. Knopf, 1978 / Пер. с англ. А. Николаева, Н. Омельяновича и Н. Михайлова. — М.: АСТ, 2013. — 700, [4] с. — 2500 экз. — ISBN 978-5-17-078223-9.
- Европа перед катастрофой. 1890—1914 = The Proud Tower: A Portrait of the World Before the War, 1890—1914. — Аст, 2016. — 640 с. — ISBN 978-5-17-098818-1.
- Марш глупости: от Трои до Вьетнама = The March of Folly: From Troy to Vietnam, by Barbara W. Tuchman, New York, Knopf, 1984 (англ.).